# Anselm Christoph von Bonin
Anselm Christoph von Bonin (* 11. April 1685 in Karzin; † 2. Februar 1755 in Magdeburg) war ein preußischer Generalleutnant.

## Leben

### Herkunft
Bonin war ein Sohn von Christoph Ulrich von Bonin (* 1654, getauft 6. August 1654; † 10. Dezember 1700), Erbherr auf Karzin, Amtshauptmann zu Bublitz, brandenburgischer Landkammerrat und kurbrandenburgischer Rittmeister a. D. im Regiment „von Flemming“ zu Pferde. Bonins Mutter war Magdalene von Bonin, geborene von Puttkamer aus dem Hause Treblin (* 15. März 1659 zu Treblin; † 15. Dezember 1692 zu Karzin).

### Werdegang
Bonin hatte seine militärische Laufbahn 1703 als Fähnrich beim Infanterieregiment „Christian Ludwig von Brandenburg“ (Nr. 7) begonnen. Im von 1703 bis 1713 nahm er an Feldzügen in Deutschland und in Italien teil, unter anderem an der Schlacht von Höchstädt, in der er verwundet wurde, an der Schlacht bei Cassano, an der Schlacht bei Turin sowie auch an der Belagerung von Toulon. Im November 1704 erfolgte die Beförderung zum Leutnant und im Januar 1709 zum Stabskapitän.
Am 1. März 1715 wurde er als Kapitän und Kompaniechef zum Infanterieregiment „von Loeben“ (Nr. 26) versetzt. 1715 nahm er zu Beginn des Pommernfeldzugs an der Belagerung von Stralsund teil. Im Dezember 1718 wurde er Major im Infanterieregiment „von Loeben“ (Nr. 26).
Im Juni 1727 wurde er als Oberstleutnant zum Infanterieregiment „Graf von Finckenstein“ (Nr. 14) versetzt mit Patent vom 3. Dezember 1724. Gleichzeitig wurde er zum Amtshauptmann von Memel bestellt. Am 17. Februar 1733 erfolgte seine Ernennung zum Kommandeur des Infanterieregiments „Graf von Finckenstein“ (Nr. 14). 1734 machte er den Feldzug am Rhein mit. Am 1. Januar 1735 wurde er Oberst.
Am 4. März 1740 erhielt er die Zusage einer jährlichen Pension in Höhe von 500 Talern aus der Hofstaatskasse. Im Mai 1740 wurde er Drost zu Blankenstein in der Grafschaft Mark.
Während des Ersten Schlesischen Kriegs (1740–1742) wurde Bonin für seinen Einsatz in der Schlacht bei Mollwitz und der Schlacht bei Chotusitz mit dem Orden Pour le Mérite ausgezeichnet. Nachdem er bereits im Juli 1742 zum Chef des Regiments „Wedell“ zu Fuß (Nr. 5) befördert worden war, wurde er Mitte September 1742 zum Generalmajor ernannt. Er blieb Chef des Regiments bis 1755. Am 9. April 1742 übernahm er den Vorsitz der neuen Kommission für das Versorgungswesen zu Magdeburg.
Während des Zweiten Schlesischen Kriegs (1744–1745) bewährte er sich in der Schlacht bei Hohenfriedberg sowie in der Schlacht bei Soor und der Schlacht bei Kesselsdorf. Mitte Juli 1745 wurde er zum Generalleutnant mit Patent vom 17. Juli 1742 ernannt. Am 26. Dezember 1745 wurde er Ritter des Hohen Ordens des Schwarzen Adlers.
Seit dem 18. Juni 1747 war er Kommandeur von Magdeburg.

### Familie
Am 19. Juli 1721 hatte Bonin in Falkenburg Luise Christine Freiin von Loeben (* 10. März 1690; † 19. April 1722 zu Berlin), Tochter des Generals Kurt Hildebrand von Loeben, geheiratet. Aus der Ehe gingen drei Kinder hervor, von denen die ersten beiden – eine Tochter und ein Sohn – früh verstarben. Luise Christine von Bonin starb im Kindbett bei der Geburt ihres dritten Kindes, des Sohns Friedrich Wilhelm (* 19. April 1722 in Berlin; † 21. Februar 1759 in Magdeburg). Dieser Friedrich Wilhelm wurde wie sein Vater Militär und heiratete eine Tochter des Oberst Hans Ludwig von Bredow.
Anselm Christoph von Bonin, jüngerer Bruder von Ulrich Bogislaus von Bonin (1682–1752) und älterer Bruder von Kasimir Wedig von Bonin (1691–1752), starb im Alter von 71 Jahren. Friedrich der Große rühmte in seinen Memoiren die besonderen militärischen Verdienste Bonins in den Schlesischen Kriegen, beim Einfall in die Lausitz und bei der Eroberung der Stadt Dresden.